# Ластомір
Ластомір або Ластомир (словац. Lastomír) — село, громада в окрузі Михайлівці, Кошицький край, Словаччина. Село розташоване на висоті 107 м над рівнем моря. Населення — 1160 чол. Вперше згадується в 1288 році.

## Населення
| Рік:            | 1994. | 2004.   | 2014.   | 2024.   |
| --------------- | ----- | ------- | ------- | ------- |
| Кількість осіб: | 1174  | 1159    | 1153    | 1243    |
| Різниця:        |       | -1,27 % | -0,51 % | +7,80 % |

| Рік:            | 2023. | 2024.   |
| --------------- | ----- | ------- |
| Кількість осіб: | 1246  | 1243    |
| Різниця:        |       | -0,24 % |

## Пам'ятки
У селі є греко-католицька церква Святого Духа з 1891 року в стилі неокласицизму, реформатський костел з 1901 року, православна церква з 1994 року та римо-католицький костел з 1996 року

## Гнографія
Протікає канал Превлака (канал).